# Jenzer Motorsport
Jenzer Motorsport is een in 1993 opgericht Zwitsers GP3-team. In 2009 won het team met Fabio Leimer de International Formula Master. Het team was ook als drie keer achter elkaar (2007, 2008, 2009) constructeurskampioen in de LO Formule Renault 2.0 Zwitserland. In 2010 neemt het team deel aan de GP3 Series. Met als coureurs Pål Varhaug, Simon Trummer, Marco Barba en Nico Müller wist het team drie races te winnen en zowel bij de constructeurs als bij de coureurs (met Müller) op de derde plaats in het kampioenschap te eindigen. Voor 2011 heeft het team vooralsnog Müller en de Rus Maxim Zimin vastgelegd.